# Marcos Portugal
Marcos António da Fonseca Portugal, conhecido como Marcos Portugal ou Marco Portogallo (Lisboa, 24 de Março de 1762 – Rio de Janeiro, 17 de Fevereiro de 1830) foi um compositor e organista luso-brasileiro de música erudita. No seu tempo, as suas obras foram conhecidas por toda a Europa, sendo um dos mais famosos compositores portugueses de todos os tempos.

## Vida
Filho de Manuel António da Ascensão e de Joaquina Teresa Rosa, foi aluno do compositor João de Sousa Carvalho e compôs a sua primeira obra aos 14 anos de idade. Com 20 anos já era organista e compositor da Santa Igreja Patriarcal de Lisboa, e em c. 1784 foi nomeado maestro do Teatro do Salitre, para o qual escreveu farsas, elogios e entremezes, além de modinhas.

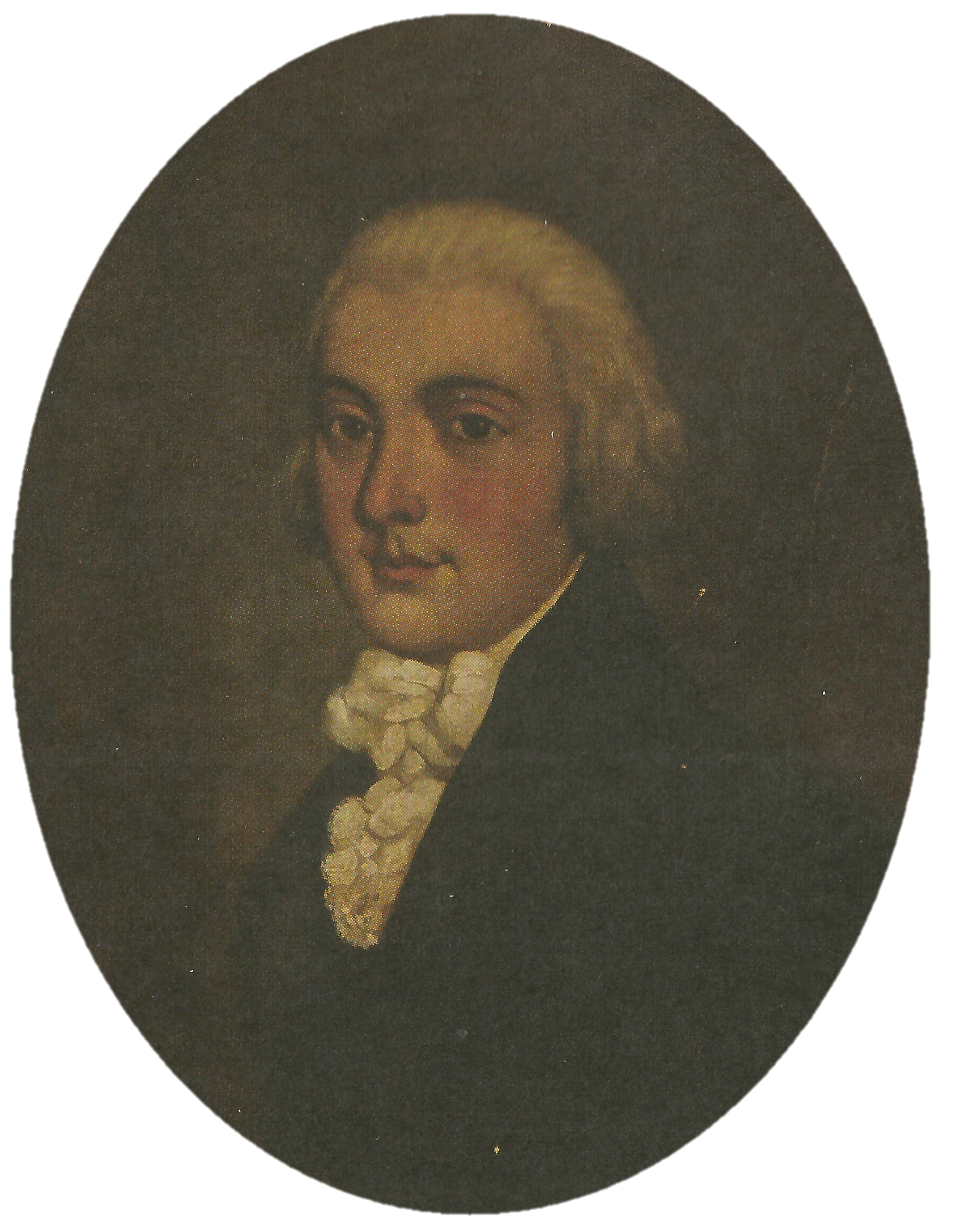
Retrato de Marcos Portugal na sua juventude. Autor desconhecido, Escola de Música do Conservatório Nacional.

Muitas das suas melodias tornaram-se populares, caindo também no gosto da corte portuguesa, que lhe encarregou obras religiosas para o Palácio Real de Queluz e outras capelas utilizadas pela Família Real. Inicialmente assinava as suas obras como Marcos António mas, à semelhança de sua mãe, que entretanto se tinha casado de novo, acrescentou depois o "da Fonseca Portugal".
Graças à fama que tinha na Corte, conseguiu um patrocínio para ir a Itália em finais 1792, onde permaneceu, com interrupções, até 1800. Compôs várias óperas em estilo italiano que foram muito bem recebidas e encenadas em vários palcos italianos, como os teatros La Pergola e Pallacorda de Florença, San Moisè de Veneza e La Scala de Milão. Ao todo, Marcos Portugal escreveu mais de vinte obras em Itália, principalmente óperas bufas e farsas.
Voltou a Portugal em 1800, sendo nomeado mestre de música do Seminário da Patriarcal e maestro do Teatro de São Carlos de Lisboa, para o qual compôs várias óperas. Em 1807, com a chegada das tropas napoleónicas, a Família Real Portuguesa mudou-se para o Rio de Janeiro, mas Marcos Portugal ficou em Lisboa, chegando a compor uma segunda versão de Demofoonte a pedido de Junot, levada à cena no Teatro de São Carlos para comemorar o aniversário de Napoleão Bonaparte a 15 de Agosto de 1808.
Em 1811 Marcos Portugal viajou para o Rio de Janeiro por pedido expresso do Príncipe Regente D. João, sendo recebido como uma celebridade, e nomeado compositor oficial da Corte e Mestre de Música de Suas Altezas Reais, os Infantes. Trazia na bagagem «seus punhos e bofes de renda, com os seus sapatos de fivela de prata e as suas perucas empoadas, a sua ambição e a sua vaidade.»

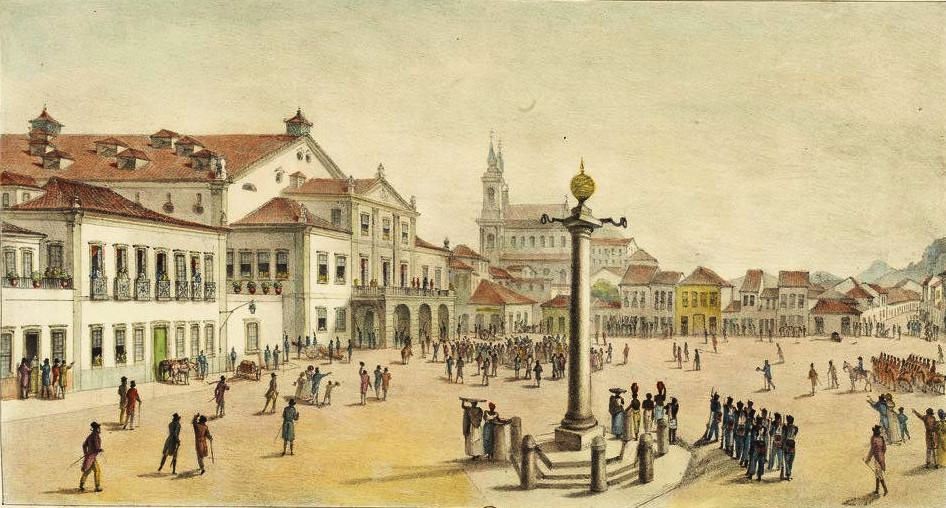
Vista do Teatro Real de São João do Rio de Janeiro, onde se apresentaram várias das obras de Marcos Portugal. Pintura de Jean Baptiste Debret (cerca de 1834).

Em 1813 foi inaugurado no Rio de Janeiro o Teatro Real de São João — construído à imagem do Teatro de São Carlos em Lisboa — onde foram encenadas várias de suas óperas. Nessa época escrevia essencialmente obras religiosas com duas excepções conhecidas: a farsa A saloia namorada (1812) e a serenata L'augùrio di felicità para comemorar o casamento de D. Pedro com D. Leopoldina, a 7 de Novembro de 1817. Tinha uma posição privilegiada na Corte, sendo professor de música do príncipe Pedro, futuro Pedro I do Brasil e Pedro IV de Portugal.
Vítima de dois ataques apoplécticos, Marcos Portugal não acompanhou D. João VI quando a corte voltou a Portugal em 1821. Com a saúde a deteriorar-se, permaneceu no Rio de Janeiro, onde um terceiro ataque, em 1830, foi fatal. Morreu relativamente esquecido no dia 17 de Fevereiro de 1830, no Rio de Janeiro. De acordo com o Artigo 6. § 4.º, da primeira Constituição do Brasil (1824) morreu brasileiro.

## Considerações sobre o artista
Marcos Portugal compôs durante a sua carreira mais de 40 óperas. Suas obras mais conhecidas La confusione della somiglianza, Lo spazzacamino principe, La donna di genio volubile, Le donne cambiate, Non irritar le donne.
Além disso, compôs muitas obras sacras, entre as quais mais de 20 peças para os seis órgãos da Basílica de Mafra. Compôs ainda modinhas — "canzonette portuguesas" — e músicas patrióticas. Como primeiro compositor do Estado, substituindo João de Sousa Carvalho, compôs músicas para grandes cerimónias reais.
Foi o autor dos dois primeiros hinos oficiais de Portugal (Hymno Patriótico, 1809) e do Brasil (Hino da Independência do Brasil, 1822).
Consta que o maestro Marcos Portugal, tal como Dom Pedro I, também compôs uma melodia para o Hino da Independência, escrito por Evaristo da Veiga, que primeiramente fora concebido como: "Hino Constitucional Brasiliense". No livro, Vultos da Pátria — Os Brasileiros Mais Ilustres de Seu tempo, Tomo IV, de Antônio da Rocha Almeida, consta que o povo, radiante com a Independência do Brasil, cantava o Hino pelas ruas do Rio de Janeiro, ora com a música do Maestro Marcos Portugal, ora com a do próprio Dom Pedro (ainda príncipe Regente).

## Obra
Marcos Portugal é um dos mais prolíficos compositores portugueses de todos os tempos. A sua extensa obra encontra-se distribuída por vários arquivos em Portugal, Brasil, Itália, França, Inglaterra, Espanha, Bélgica e Estados Unidos da América. Cultivou os géneros religioso (missas, motetes, hinos, vésperas, matinas) e teatral (farsas, entremezes, óperas bufas e sérias). Algumas de suas obras teatrais são:
- Os bons amigos (farsa o intermezzo, 1786, Lisboa)
- A casa de café (farsa o intermezzo, 1787, Lisboa)
- A castanheira ou a Brites Papagaia (intermezzo, 1788, Lisboa)
- O amor conjugal (dramma serio, 1789. Lisboa)
- O amor artífice (farsa o intermezzo, basato sul libretto L'amore artigiano di Carlo Goldoni, 1790, Lisboa)
- A noiva fingida (dramma giocoso, traduzione del libretto Le trame deluse di Giuseppe Maria Diodati, 1790, Lisboa)
- O amante militar (intermezzo, da Carlo Goldoni, 1791, Lisboa)
- O lunático iludido (O mundo da lua) (dramma, traduzione del libretto Il mondo della luna di Carlo Goldoni, 1791, Lisboa)
- La confusione della somiglianza o siano I due gobbi (dramma giocoso, libretto di Cosimo Mazzini, 1793, Florença)
- Il poeta in campagna (dramma giocoso, libretto di Saverio Zini, 1793, Parma)
- Il Cinna (dramma serio, libretto di Angelo Anelli, 1793, Florença)
- Rinaldo d'Asti (commedia per música, libretto di Giuseppe Maria Foppa, 1794, Veneza)
- Lo spazzacamino principe (commedia per música, libretto di Giuseppe Maria Foppa, 1794, Veneza)
- Demofoonte (dramma per música, libretto di Pietro Metastasio, 1794, Milano)
- La vedova raggiratrice o siano I due sciocchi delusi (dramma giocoso, 1794, Florença)
- Lo stratagemma ossiano I due sordi (intermezzo, libretto di Giuseppe Maria Foppa, 1795, Florença)
- L'avventuriere (farsa, libretto di Caterino Mazzolà, 1795, Florença)
- L'inganno poco dura (commedia, libretto di Saverio Zini, 1796, Napoli)
- Zulima (dramma per música, libretto di Francesco Gonella di Ferrari, 1796, Florença)
- La donna di genio volubile (dramma giocoso, libretto di Giovanni Bertati, 1796, Veneza)
- Il ritorno di Serse (dramma serio, libretto di Francesco Gonella di Ferrari, 1797, Florença)
- Le donne cambiate (farsa, libretto di Giuseppe Maria Foppa, 1797, Veneza)
- Fernando nel Messico (dramma per música, libretto di Filippo Tarducci, 1798, Veneza)
- La maschera fortunata (farsa, libretto di Giuseppe Maria Foppa, 1798, Veneza)
- L'equivoco in equivoco (farsa, libretto di Giuseppe Maria Foppa, 1798, Verona)
- Gli Orazi e Curiazi (tragedia per música, libretto di Simeone Antonio Sografi, 1798, Ferrara)
- La madre virtuosa (operetta di sentimento, libretto di Giuseppe Maria Foppa, 1798, Veneza)
- Alceste (tragedia per música, libretto di Simeone Antonio Sografi, 1798, Veneza)
- Non irritar le donne ossia Il chiamantesi filosofo (farsa, libretto di Giuseppe Maria Foppa, 1798, Veneza)
- La pazza giornata ovvero Il matrimonio di Figaro (dramma comico per música, libretto di Gaetano Rossi, 1799, Veneza)
- Idante ovvero I sacrifici d'Eccate (dramma per música, libretto di Giovanni Schmidt, 1800, Milano)
- Adrasto re d'Egitto (dramma per música, libretto di Giovanni De Gamerra, 1800, Lisboa)
- La morte di Semiramide (dramma serio, libretto di Giuseppe Caravita, 1801, Lisboa)
- La Zaira (tragedia per música, libretto di Mattia Botturini, 1802, Lisboa)
- Il trionfo di Clelia (dramma serio, libretto di Simeone Antonio Sografi, 1802, Lisboa)
- La Sofonisba (dramma serio, libretto di Del Mare, 1803, Lisboa)
- La Merope (dramma serio, libretto di Mattia Botturini, 1804, Lisboa)
- L'oro non compra amore (dramma giocoso, libretto di Giuseppe Caravita, 1804, Lisboa)
- Il duca di Foix (dramma per música, libretto di Giuseppe Caravita, 1805, Lisboa)
- Ginevra di Scozia (dramma eroico per música, libretto di Gaetano Rossi, 1805, Lisboa)
- La morte di Mitridate (tragedia per música, libretto di Simeone Antonio Sografi, 1806, Lisboa)
- Artaserse (dramma serio, libretto di Pietro Metastasio, 1806, Lisboa)
- A saloia namorada (farsa, libretto di Domingos Caldas Barbosa, 1812, Rio de Janeiro)
- Augùrio di felicità ossia Il trionfo d'amore (serenata, libretto di Marcos António Portugal, su Pietro Metastasio, 1817, Rio de Janeiro)